# ペーター・ブロッツマン
ペーター・ブロッツマン（ドイツ語: Peter Brötzmann、1941年3月6日 - 2023年6月22日）は、ドイツのフリー・ジャズ、サックス奏者、クラリネット奏者。

## 略歴

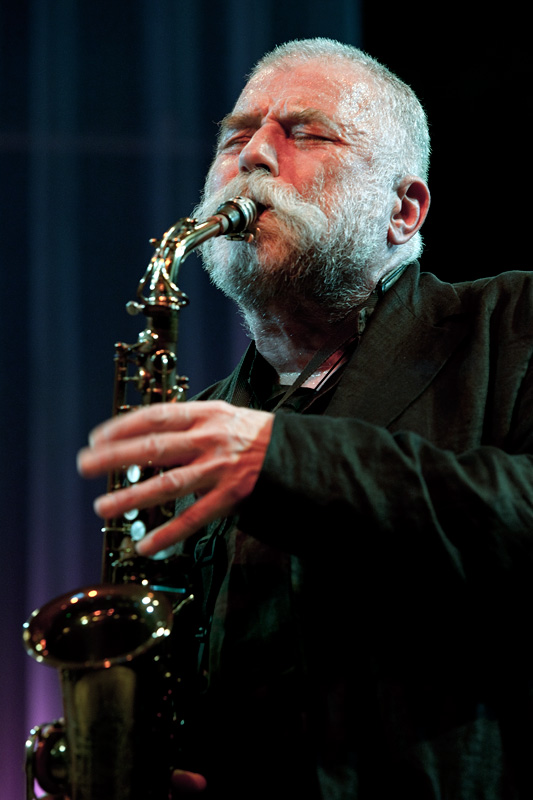
2010年、Moers Festivalでのブロッツマン

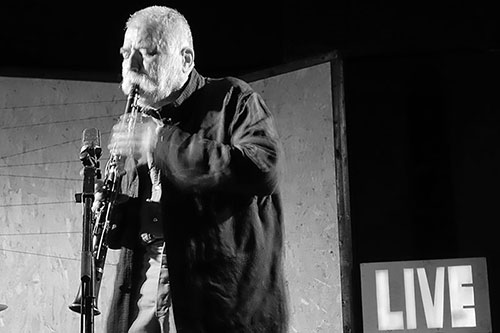
2015年、デンマーク・オーフスでのブロッツマン

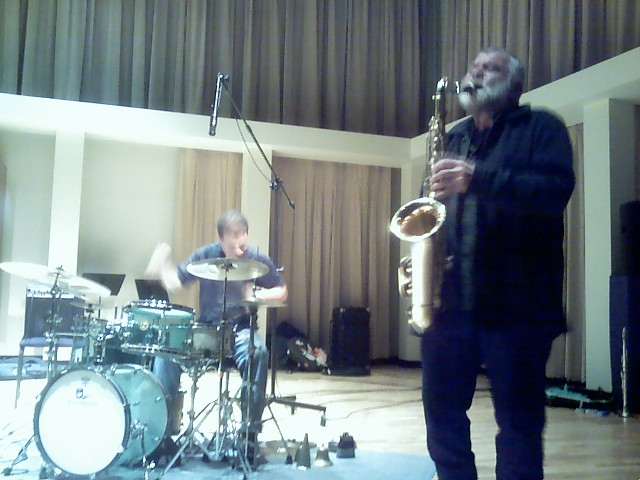
2006年、ミネソタ州Sur Seineでテナー・サックスを吹くブロッツマン

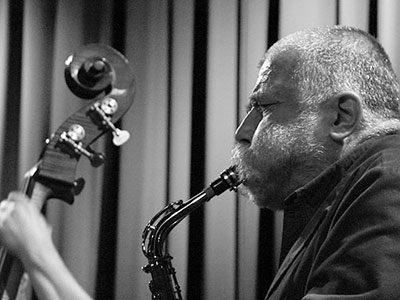
2011年のペーター・ブロッツマン

### 初期の人生
彼はヴッパータールで絵画を学び、フルクサス運動に関与していたが、アートギャラリーや展示会に不満を抱くようになった。ヴッパータールでの在学中、アメリカのジャズ・ミュージシャン、シドニー・ベシェを観て最初のジャズ・コンサートを経験し、人生に関わるほどの大きな印象を与えられた。
ブロッツマンは、自らのアートの道を閉ざさなかった。自身が関わったほとんどのアルバム・カバーをデザインしている。彼はクラリネットを演奏し、それからサックスを演奏することを学ぶようになった。また、タロガトーの演奏でも知られている。最初の音楽的パートナーの中には、ダブルベース奏者のペーター・コヴァルトがいた。ブロッツマンの最初の録音であるアルバム『フォー・アドルフ・サックス』は1967年にリリースされ、コヴァルトとドラマーのスヴェン・エイク・ヨハンソンをフィーチャーしていた。1968年、オクテットによる録音であるアルバム『マシンガン』がリリースされた。このアルバムは「BROレコード」というレーベル名が冠され自主制作という形で発表され、コンサート会場で売られたが、後に「FMP (Free Music Production)」によって販売された。2007年、Atavistic Recordsが『マシンガン』を再発した。

### 経歴
アルバム『Nipples』は、ドラマーのハン・ベニンク、ピアニストのフレッド・ヴァン・ホーフ、テナーサックス奏者のエヴァン・パーカー、英国出身ギタリストのデレク・ベイリーを含む多くのアルバム『マシンガン』参加ミュージシャンと共に、1969年に録音された。これらのセッションからのテイクをまとめた2枚目のセットは『More Nipples』と呼ばれ、より騒々しい内容だった。アルバム『Fuck De Boere』（ジョニー・ダイアニに捧げられている）は、これら初期のフリー・セッションによるライブ・アルバムである。2つの長い即興曲、1968年の『マシンガン』ライブ（スタジオ・バージョン以前）の録音と、1970年の長いジャムからの音源を収録している。ブロッツマンはベニンクのインスタント・コンポーザーズ・プール (Instant Composers Pool)のメンバーであった。このミュージシャン集団は、自分たちでレコードをリリースし、10人編成のオーケストラに成長していった。
ICPテンテットまたは自身のオクテットといった大人数によるツアーの管理の難しさから、ブロッツマンはハン・ベニンクとフレッド・ヴァン・ホーフとのトリオにグループを縮小した。ベニンクはアルバム『Schwarzwaldfahrt』におけるパートナーとなった。これは、1977年にシュヴァルツヴァルトの森という屋外で録音されたデュエット・アルバムであった。
1981年、ブロッツマンは、フランク・ライトとウィレム・ブロイカー（サックス）、近藤等則（トランペット）、ハンス・バウアーとアラン・トムリンソン（トロンボーン）、アレクサンダー・フォン・シュリッペンバッハ（ピアノ）、ルイス・モホロ（ドラム）、ハリー・ミラー（ベース）というメンバーでラジオ番組にて収録を行った。これはアルバム『Alarm』としてリリースされた。
1980年代には、ブロッツマンはヘヴィメタルとノイズロックに接近し、ラスト・イグジットで、バンドのベーシスト兼プロデューサーであるビル・ラズウェルと共にレコーディングした。
ブロッツマンはバンド・リーダーとして50枚以上のアルバムをリリースし、さらに数十枚のアルバムに参加している。彼が率いる「ダイ・ライク・ア・ドッグ・カルテット」（近藤等則、ウィリアム・パーカー、ドラマーのハミッド・ドレイク）は、ブロッツマンの音楽に最も影響を与えたサックス奏者のアルバート・アイラーにかなり触発されている。1997年以来、彼はペーター・ブロッツマン・シカゴ・テンテット（当初はオクテット）で定期的にツアーとレコーディングを行っていたが、2012年11月11日のフランスのストラスブールでのアンサンブル公演の後に解散した。
ブロッツマンは、セシル・テイラー、灰野敬二、ウィレム・ヴァン・マネン、マッツ・グスタフソン、ケン・ヴァンダーマーク、コニー・バウアー、ジョー・マクフィー、ポール・ニルセン・ラヴ、ブロッツマンの息子であるカスパー・ブロッツマンと、レコーディングまたは演奏を行ってきた。

## ディスコグラフィ
ブロッツマンは、100作品以上のアルバムに参加している。

### リーダー・アルバム
- 『フォー・アドルフ・サックス』 - For Adolphe Sax (1967年)
- 『マシンガン』 - Machine Gun (1968年)
- Nipples (1969年)
- More Nipples (1969年)
- Fuck de Boere (Dedicated to Johnny Dyani) (1970年)
- Solo (1976年)
- Alarm (1981年)
- 14 Love Poems (1984年)
- No Nothing (1991年)
- 『デア・デヴィル』 - Dare Devil (1992年)
- 『メルツコンボ』 - The März Combo Live in Wuppertal (1993年)
- Nothing to Say  (Dedicated to Oscar Wilde: A Suite of Breathless Motion) (1996年)
- Sprawl (1997年)
- Right as Rain (Dedicated to Werner Lüdi) (2001年)
- Usable Past (2002年)
- Lost & Found (2009年)

### メンバー参加アルバム
ブロッツマン・クラリネット・プロジェクト – with ジョン・ゾーンほか
- Berlin Djungle (1987年, Atavistic Records)[4]

シカゴ・オクテット/テンテット/テンテット＋2
- The Chicago Octet/Tentet (1997年)
- Stone/Water (2000年)
- Two Lightboxes (2000年)
- Broken English (2001年)
- Short Visit to Nowhere (2001年)
- Images (2004年)
- Signs (2004年)
- Be Music, Night – A Homage to Kenneth Patchen (2005年)
- American Landscapes 1 (2007年)
- American Landscapes 2 (2007年)
- At Molde 2007 (2007年)

ダイ・ライク・ア・ドッグ・カルテット – with 近藤等則、ウィリアム・パーカー、ハミッド・ドレイク
- Die Like a Dog: Fragments of Music, Life and Death of Albert Ayler (1994年)
- Little Birds Have Fast Hearts, No. 1 (1998年)
- From Valley to Valley (feat. Roy Campbell, Jr.) (1999年)
- Little Birds Have Fast Hearts, No. 2 (1999年)
- Aoyama Crows (2002年)

フル・ブラスト – with Marino Pliakas and Michael Wertmüller
- Full Blast (2006年)
- Black Hole (2009年)
- Sketches & Ballads (2011年)

グローブ・ユニティ・オーケストラ
- Live in Wuppertal (1973年)
- For Example (1973年)
- Hamburg '74 (1974年)
- Evidence (1975年)
- Into the Valley (1975年)
- Rumbling (EP) (1975年)
- Jahrmarkt/Local Fair (1977年)
- 『インプロヴィゼーションズ』 - Improvisations (1977年)
- Pearls (1977年)
- 『コンポジションズ』 - Compositions (1979年)
- Intergalactic Blow (1982年)
- 20th Anniversary (1986年)
- Globe Unity 67 & 70 (2001年)
- Globe Unity 2002 (2002年)

ラスト・イグジット – with ビル・ラズウェル、ソニー・シャーロック、ロナルド・シャノン・ジャクソン
- 『ラスト・イグジット』 - Last Exit (1986年)
- 『ザ・ノイズ・オブ・トラブル (ライブ・イン・トーキョー)』 - The Noise of Trouble: Live in Tokyo (1986年)
- 『ライン・オヴ・ファイヤー』 - Cassette Recordings '87 (1987年) ※『フロム・ザ・ボード』 - From The Boardで再発あり
- Iron Path (1988年)
- Köln (1990年)
- Headfirst into the Flames: Live in Europe (1993年)

ノース・カルテット
- Malamute (2005年)

ソノレ – with ケン・ヴァンダーマーク、マッツ・グスタフソン
- No One Ever Works Alone (2004年)
- Only the Devil Has No Dreams (2007年)
- Call Before You Dig (2009年)
- Cafe Oto (2011年)

The Wild Mans Band – with Peter Ole Jørgensen and Peter Friis Nielsen
- The Wild Mans Band (1997年)
- Three Rocks and a Pine (1999年)
- The Darkest River (2003年)
- Flower Head (2007年)

The Wuppertal Workshop Ensemble
- The Family (1981年)

ADA Trio – with Fred Lonberg-Holm and Paal Nilssen-Love
- ADA (2011年)

Peter Brötzmann – Steve Swell – Paal Nilssen-Love
- Krakow Nights (2015年)

### コラボレーション作品
Bailey/Sabu/Brötzmann
- Live in Okayama 1987 (2001年)

Bergman/Borgmann/Brötzmann aka "Berg/Borg/Brötz: Mann/n"
- Ride Into the Blue (1996年)
- Blue Zoo (1997年)

Bergman/Braxton/Brötzmann
- Eight by Three (1997年)

Bergman/Brötzmann/Cyrille
- Exhilaration (1997年)

Borgmann/Brötzmann/Parker/Bakr
- The Cooler Suite (2003年)

Peter Brötzmann/Juhani Aaltonen/Peter Kowald/Edward Vesala
- Hot Lotta (1973年)

Peter Brötzmann/Gregg Bendian/William Parker
- Sacred Scrape, Secret Response (1994年)

Brötzmann/Bennink
- Ein halber Hund kann nicht pinkeln (1977年)
- Schwarzwaldfahrt (1977年)
- Atsugi Concert (1980年)
- Still Quite Popular After All Those Years (2005年)
- Total Music Meeting 1977 Berlin (2006年, archival)
- In Amherst 2006 (2008年)

Peter Brötzmann/Caspar Brötzmann
- Last Home (1990年)

Peter Brötzmann & Andrew Cyrille
- Andrew Cyrille Meets Brötzmann in Berlin (1982年)

Peter Brötzmann & Hamid Drake
- The Dried Rat-Dog (1995年)

Brötzmann/Drake/Kessler
- Live at the Empty Bottle (1999年)

B.E.E.K. (Brötzmann, Ellis, Eneidi, Krall)
- Live at Spruce Street Forum (2004年)

Brötzmann/Friis-Nielsen/Uuskyla
- Noise of Wings (1999年)
- Flying Feathers (2002年)
- Live at Nefertiti (Ayler, 2002年)
- Medicina (2004年)

Peter Brötzmann/Mahmoud Guinia/Hamid Drake
- The WELS Concert (1997年)

Fushitsusha & Peter Brötzmann
- Nothing Changes No One Can Change Anything, I Am Ever-Changing Only You Can Change Yourself (2014年)[5]

Peter Brötzmann & Shoji Hano
- Funny Rat [K7] (1982年)
- Funny Rats/2 (2008年)
- Funny Rats/3 (2008年)

Peter Brötzmann, Fred Hopkins & Rashied Ali
- 『ソングラインズ』 - Songlines: Music Is a Memory Bank for Finding One's Way About the World (1994年)

Peter Brötzmann, Fred Hopkins & Hamid Drake
- The Atlanta Concert (2001年)

Brötzmann/Kondo/Pupillo/Nilssen-Love
- Hairy Bones (2009年)

ブロッツマン&ラズウェル
- 『ロウ・ライフ』 - Low Life (1987年)

Peter Brötzmann/Fred Lonberg-Holm
- The Brain of the Dog in Section (2008年)

Peter Brötzmann/Werner Lüdi
- Wie Das Leben So Spielt (1990年)

Brötzmann/Mangelsdorff/Sommer
- Pica Pica (1984年)

Peter Brötzmann, Joe McPhee, Kent Kessler & Michael Zerang
- Tales Out of Time (HatHut, 2002年 [2004年])
- Guts (Okka Disc, 2005年)
- The Damage Is Done (2009年)

Brötzmann/Michiyo Yagi/Nilssen-Love
- Head On (2008年)

Brötzmann & Miller
- Brötzmann & Miller (2007年)

Brötzmann/Miller/Moholo
- The Nearer the Bone, the Sweeter the Meat (1979年)
- Opened, but Hardly Touched (1981年)

Peter Brötzmann/Misha Mengelberg/Han Bennink
- 3 Points and a Mountain (1979年)

Peter Brötzmann & Paal Nilssen-Love
- Sweet Sweat (2008年)
- Woodcuts (2009年)

Peter Brötzmann, Paal Nilssen-Love & Mats Gustafsson
- The Fat Is Gone (2007年)

Brötzmann/Oliver/Kellers
- In a State of Undress (feat. Manfred Schoof) (1989年)

Brötzmann/Parker/Drake
- Never Too Late but Always Too Early (2003年)

Peter Brötzmann/William Parker/Michael Wertmüller
- Nothung (2002年)

Peter Brötzmann & Walter Perkins
- The Ink Is Gone (2002年)

Peter Brötzmann & Tom Raworth
- No Hard Feelings – For Steve Lacy (2007年)

Peter Brötzmann/Ed Sivkov/Nick Rubanov
- Petroglyphs (2004年)

Peter Brötzmann, Nicky Scopelitis & Shoji Hano
- Organized Chaos (2002年)

Brötzmann/Sommer/Phillips
- 『リザーブ』 - Réservé (1989年)

Peter Brötzmann – Keith Tippett Quartet
- appears on Bratislava Jazz Days compilation (Opus, 1984年)

Peter Brötzmann & Peeter Uuskyla
- Born Broke (2008年)

Brötzmann/Van Hove/Bennink
- Balls (1970年)
- Free Jazz und Kinder (1972年)
- Brötzmann/Van Hove/Bennink (1973年)
- Outspan No. 2 (1974年)
- Tschüs (1975年)

Brötzmann, Van Hove, Bennink & Albert Mangelsdorff
- Couscouss de la Mauresque (1971年)
- Elements (1971年)
- The End (1971年)
- Outspan No. 1 (1974年)
- Live in Berlin '71 (1991年, archival)

Peter Brötzmann & Nasheet Waits
- Live at the 'Bottle' Fest 2005 (2005年)

Brötzmann Wilkinson Quartet – with Simon H. Fell and Willi Kellers
- One Night in Burmantoft's (2007年)

ペーター・ブロッツマン、一噌幸弘、川端民生、古澤良治郎
- 『フィア・ティーレ』 - Vier Tiere (1993年)

Brötzmann/Zerang
- Live in Beirut (2005年)

Crispell/Brötzmann/Drake
- Hyperion (1995年)

Frode Gjerstad/Peter Brötzmann
- Invisible Touch (1998年)
- Sharp Knives Cut Deeper (2002年)
- Soria Moria (2003年)

灰野敬二 & ペーター・ブロッツマン
- 『進化してゆく恥じらい、或いは加速する原罪』 - Evolving Blush or Driving Original Sin (1997年)

灰野敬二、ペーター・ブロッツマン、羽野昌二
- Shadows (2000年)

Alfred Harth/Peter Brötzmann
- Go-No-Go (1987年)

Achim Jaroschek/Peter Brötzmann
- Neurotransmitter (1998年)
- Subtle Twister (2003年)

Kellers/Brötzmann
- Kellers/Brötzmann (1981年)

Evan Parker Trio & Peter Brötzmann Trio
- The Bishop's Move (2004年)

Sabu Brötzmann Duo
- Sabu Brötzmann Duo (1997年)

Frank Samba, Dieter Manderscheid, Peter Brötzmann
- Danquah Circle (2004年)

Sharrock/Brötzmann
- Fragments (2007年, archival)

Nicolai Yudanov, Peter Brötzmann & Sakari Luoma
- Fryed Fruit (2001年)

### 参加アルバム
- Black Bombaim : Black Bombaim & Peter Brötzmann (2016年)
- B-Shops for the Poor : Visions & Blueprints (1992年)
- Thomas Borgmann Trio : Stalker Songs (1997年)
- Don Cherry, Krzysztof Penderecki & the New Eternal Rhythm Orchestra : Actions (1972年)
- Heiner Goebbels : Hörstücke (1994年)
- Barry Guy & London Jazz Composers' Orchestra : Study II, Stringer (2006年)
- Haazz & Company : Unlawful Noise (1976年)
- Charles Hayward : Double Agent(s) (Live in Japan Volume Two) (1996年)
- Ruf de Heimat : Machine Kaput (1996年)
- ICP Orchestra : Groupcomposing (1971年)
- ICP Orchestra : "Tetterettet" (1978年)
- ICP Orchestra : In Berlin (1979年)
- Michael Nyman : Michael Nyman (1981年)
- Misha Mengelberg : Japan Japon (1982年)
- Neils & the New York Street Percussionists : Neils & the New York Street Percussionists (1990年)
- Orchester 33 1/3 : Orchester 33 1/3 (1997年)
- Alexander von Schlippenbach : The Living Music (1969年)
- Manfred Schoof : European Echoes (1969年)
- Cecil Taylor : Olu Iwa (1986年)
- Cecil Taylor : Alms/Tiergarten (Spree) (1989年)

## 映画
- RAGE!, by Bernard Josse (F 2011年)
- BRÖTZMANN, Filmproduktion Siegersbusch, documentary film by René Jeuckens, Thomas Mau and Grischa Windus (Cinema, DVD, D/UK 2011年)